# Кагаласка
Кагаласка (англ. Kagalaska Island, алеут. Qigalaxsix̂, Ҟигалахсиҳ) — один из Андреяновских островов, которые входят в состав Алеутских островов. Составляет около 14 км в длину и 11 км в ширину. На западе пролив Кагаласка отделяет его от острова Адак (в самом узком месте — 400 м), на востоке пролив Литл-Танага (около 1,9 км) — от острова Литл-Танага.
В отличие от прочих Алеутских островов Кагаласка покрыт кустарником и песчаными дюнами. Является важным гнездовьем для морских птиц.